# Charles H. Wilson
Charles Herbert Wilson (ur. 15 lutego 1917 w Magna, zm. 21 lipca 1984 w Clinton) – amerykański polityk, członek Partii Demokratycznej.

## Działalność polityczna
Od 1954 do 1962 zasiadał w Zgromadzeniu Stanowym Kalifornii. Następnie w okresie od 3 stycznia 1963 do 3 stycznia 1981 przez dziewięć kadencji był przedstawicielem nowo utworzonego 31. okręgu wyborczego w stanie Kalifornia w Izbie Reprezentantów Stanów Zjednoczonych.